# Saison 2017-2018 du Paris Saint-Germain Handball
Maillots
Chronologie
Saison 2016-2017 Saison 2018-2019
Actualités
Dernière mise à jour : 21 septembre 2017.
La saison 2017-2018 du Paris Saint-Germain Handball est la 30e saison en première division depuis 1985.

## Pré-saison

### Budget
Le budget pour la saison 2017-2018 est de 17,70 M€, soit une augmentation de +1,7 % par rapport à la saison précédente.

### Transferts
| Nom                 | Nom               | Poste          | Provenance/Destination | Provenance/Destination | Durée   |
| Arrivées            |                   |                |                        |                        |         |
|                     | Rodrigo Corrales  | Gardien de but |                        | Orlen Wisła Płock      | 3 ans   |
|                     | Sander Sagosen    | Arrière gauche |                        | Aalborg Håndbold       | 3 ans   |
| /                   | Jovo Damjanović   | Pivot          |                        | El Jaish SC            | 2 ans   |
| Départs             |                   |                |                        |                        |         |
|                     | Gorazd Škof       | Gardien de but |                        | HC Erlangen            | Inconnu |
|                     | William Accambray | Arrière gauche |                        | Veszprém KSE           | Inconnu |
|                     | Jeffrey M'Tima    | Ailier gauche  |                        | Dunkerque HGL          | 3 ans   |
|                     | Xavier Barachet   | Arrière droit  |                        | Saint-Raphaël VH       | 2 ans   |
|                     | Dylan Garain      | Arrière gauche |                        | Dunkerque HGL          | Prêt    |
| Prolongations       |                   |                |                        |                        |         |
|                     | Luka Karabatic    | Pivot          | 3 ans                  | 3 ans                  | 3 ans   |
|                     | Nikola Karabatic  | Arrière gauche | 3 ans                  | 3 ans                  | 3 ans   |
|                     | Mikkel Hansen     | Arrière gauche | 5 ans                  | 5 ans                  | 5 ans   |
| Premier contrat pro |                   |                |                        |                        |         |
|                     | Dylan Nahi        | Ailier gauche  | 3 ans                  | 3 ans                  | 3 ans   |
|                     | Adama Keïta       | Ailier gauche  | 3 ans                  | 3 ans                  | 3 ans   |

### Effectif
Note : Est indiqué comme étant en sélection nationale tout joueur ayant participé à au moins un match avec une équipe nationale lors de la saison 2017-2018.

## Compétitions

### Trophée des Champions
| Tour                            | Date       | Diffusion TV | Club recevant       | Score   | Club visiteur     | Rapport          |
| 1/2                             | 01.09.2017 |              | Paris-Saint-Germain | 35 - 28 | Saint-Raphaël VHB | Feuille de match |
| Finale                          | 02.09.2017 |              | Paris-Saint-Germain | 26 - 32 | HBC Nantes        | Feuille de match |
| Le PSG Handball perd la finale. |            |              |                     |         |                   |                  |

### Coupe de la Ligue
| Tour                    | Date       | Diffusion TV | Club recevant              | Score   | Club visiteur       | Rapport          |
| Exempté de premier tour |            |              |                            |         |                     |                  |
| 1/8                     | 22.10.2017 |              | Pontault-Combault Handball | 23 - 30 | Paris-Saint-Germain | Feuille de match |
| 1/4                     | 13.12.2017 |              | Paris-Saint-Germain        | 35 - 33 | HBC Nantes          | Feuille de match |
| 1/2                     | 17.03.2018 |              | Paris-Saint-Germain        | 33 - 26 | Dunkerque HGL       | Feuille de match |
| Finale                  | 18.03.2018 |              | Paris-Saint-Germain        | 40 - 30 | Fenix Toulouse      | Feuille de match |
| VAINQUEUR (2e victoire) |            |              |                            |         |                     |                  |

La phase finale (Final Four) se déroule au cours d'un même week-end, les 17 et 18 mars 2018, au Palais omnisports Les Arènes à Metz.

### Coupe de France
| Tour                    | Date       | Diffusion TV | Club recevant                          | Score   | Club visiteur               | Rapport          |
| 16e                     | 17.12.2017 |              | Grand Nancy Métropole Handball         | 27 - 39 | Paris Saint-Germain         | Feuille de match |
| 8e                      | 12.02.2018 |              | Gazélec Football Club Ajaccio Handball | 17 - 42 | Paris Saint-Germain         | Feuille de match |
| 1/4                     | 10.03.2018 |              | Paris Saint-Germain                    | 33 - 21 | Tremblay-en-France Handball | Feuille de match |
| 1/2                     | 14.04.2018 |              | Chambéry SH                            | 24 - 27 | Paris Saint-Germain         | Feuille de match |
| Finale                  | 05.05.2018 |              | USAM Nîmes                             | 26 - 32 | Paris Saint-Germain         | Feuille de match |
| VAINQUEUR (4e victoire) |            |              |                                        |         |                             |                  |

| Légende : | : La chaîne l'Equipe |  |

### Championnat
| Journée                   | Date       | Diffusion TV | Club recevant               | Score   | Club visiteur               | Classement (sur 14) | Rapport          |
| MATCHS ALLERS             |            |              |                             |         |                             |                     |                  |
| J1                        | 13.09.2017 |              | Paris Saint-Germain         | 30 - 22 | US Ivry HB                  | 3e                  | Feuille de match |
| J2                        | 20.09.2017 |              | Paris Saint-Germain         | 33 - 17 | Massy Essonne Handball      | 1er                 | Feuille de match |
| J3                        | 27.09.2017 |              | Fenix Toulouse              | 27 - 34 | Paris Saint-Germain         | 1er                 | Feuille de match |
| J4                        | 05.10.2017 |              | Paris Saint-Germain         | 27 - 25 | Saint-Raphaël VHB           | 1er                 | Feuille de match |
| J5                        | 11.10.2017 |              | Saran Loiret Handball       | 28 - 36 | Paris Saint-Germain         | 1er                 | Feuille de match |
| J6                        | 18.10.2017 |              | Chambéry SH                 | 24 - 32 | Paris Saint-Germain         | 1er                 | Feuille de match |
| J7                        | 04.11.2017 |              | Paris Saint-Germain         | 32 - 29 | Dunkerque HGL               | 1er                 | Feuille de match |
| J8                        | 08.11.2017 |              | USAM Nîmes                  | 26 - 24 | Paris Saint-Germain         | 3e                  | Feuille de match |
| J9                        | 15.11.2017 |              | Paris Saint-Germain         | 32 - 25 | Cesson-Rennes Métropole HB  | 3e                  | Feuille de match |
| J10                       | 22.11.2017 |              | Pays d'Aix UCH              | 33 - 31 | Paris Saint-Germain         | 3e                  | Feuille de match |
| J11                       | 29.11.2017 |              | Paris Saint-Germain         | 25 - 23 | Tremblay-en-France Handball | 3e                  | Feuille de match |
| J12                       | 06.12.2017 |              | HBC Nantes                  | 27 - 27 | Paris Saint-Germain         | 3e                  | Feuille de match |
| J13                       | 20.12.2017 |              | Montpellier Handball        | 33 - 30 | Paris Saint-Germain         | 3e                  | Feuille de match |
| MATCHS RETOURS            |            |              |                             |         |                             |                     |                  |
| J14                       | 14.02.2018 |              | Paris Saint-Germain         | 40 - 31 | Saran Loiret Handball       | 2e                  | Feuille de match |
| J15                       | 21.02.2018 |              | Dunkerque HGL               | 22 - 27 | Paris Saint-Germain         | 2e                  | Feuille de match |
| J16                       | 28.02.2018 |              | Paris Saint-Germain         | 26 - 19 | Montpellier Handball        | 2e                  | Feuille de match |
| J17                       | 07.03.2018 |              | Saint-Raphaël VHB           | 25 - 26 | Paris Saint-Germain         | 2e                  | Feuille de match |
| J18                       | 21.03.2018 |              | Paris Saint-Germain         | 30 - 29 | USAM Nîmes                  | 2e                  | Feuille de match |
| J19                       | 28.03.2018 |              | US Ivry HB                  | 24 - 31 | Paris Saint-Germain         | 2e                  | Feuille de match |
| J20                       | 12.04.2018 |              | Paris Saint-Germain         | 31 - 29 | HBC Nantes                  | 2e                  | Feuille de match |
| J21                       | 18.04.2018 |              | Cesson-Rennes Métropole HB  | 28 - 34 | Paris Saint-Germain         | 2e                  | Feuille de match |
| J22                       | 03.05.2018 |              | Paris Saint-Germain         | 38 - 30 | Fenix Toulouse              | 2e                  | Feuille de match |
| J23                       | 09.05.2017 |              | Massy Essonne Handball      | 24 - 27 | Paris Saint-Germain         | 2e                  | Feuille de match |
| J24                       | 16.05.2018 |              | Paris Saint-Germain         | 33 - 22 | Pays d'Aix UCH              | 2e                  | Feuille de match |
| J25                       | 23.05.2018 |              | Tremblay-en-France Handball | 26 - 30 | Paris Saint-Germain         | 1er                 | Feuille de match |
| J26                       | 30.05.2018 |              | Paris Saint-Germain         | 30 - 26 | Chambéry SH                 | 1er                 | Feuille de match |
| CHAMPION (4e consécutifs) |            |              |                             |         |                             |                     |                  |

| Légende : | Victoire |  |  | Nul |  |  | Défaite |  |  | Score du club |  | : BeIn Sports |  |

Buts marqués par journée
Ce graphique représente le nombre de buts marqués lors de chaque journée du championnat.

### Ligue des champions
| Phase de groupe (Groupe B)                                  | THW Kiel                              | 17.09.2017                            | (E) 22 - 25                           | 28.02.2018                            | (D) 29 - 29                           | feuilles de match du Groupe B         |
| Phase de groupe (Groupe B)                                  | HC Meshkov Brest                      | 24.09.2017                            | (D) 32 - 28                           | 24.02.2018                            | (E) 29 - 28                           | feuilles de match du Groupe B         |
| Phase de groupe (Groupe B)                                  | SG Flensburg-Handewitt                | 30.09.2017                            | (E) 33 - 29                           | 17.02.2018                            | (D) 29 - 21                           | feuilles de match du Groupe B         |
| Phase de groupe (Groupe B)                                  | RK Celje Pivovarna Laško              | 08.10.2017                            | (D) 32 - 27                           | 11.02.2018                            | (E) 26 - 31                           | feuilles de match du Groupe B         |
| Phase de groupe (Groupe B)                                  | Aalborg Håndbold                      | 15.10.2017                            | (E) 26 - 33                           | 02.12.2017                            | (D) 31 - 28                           | feuilles de match du Groupe B         |
| Phase de groupe (Groupe B)                                  | KS Kielce                             | 05.11.2017                            | (D) 33 - 28                           | 26.11.2017                            | (E) 29 - 30                           | feuilles de match du Groupe B         |
| Phase de groupe (Groupe B)                                  | Veszprém KSE                          | 12.11.2017                            | (D) 33 - 28                           | 18.11.2017                            | (E) 24 - 29                           | feuilles de match du Groupe B         |
| 1/8 de finale                                               | Exempté en tant que premier du groupe | Exempté en tant que premier du groupe | Exempté en tant que premier du groupe | Exempté en tant que premier du groupe | Exempté en tant que premier du groupe | Exempté en tant que premier du groupe |
| 1/4 de finale                                               | KS Kielce                             | 21.4.2018                             | (E) 28 - 34                           | 28.4.2018                             | (D) 35 - 32                           | feuilles de match                     |
| Le Final Four dans la Lanxess Arena de Cologne en Allemagne |                                       |                                       |                                       |                                       |                                       |                                       |
| 1/2 Finale                                                  | HBC Nantes                            | 26.05.2018                            | 32 - 28                               | feuilles de match du Final4           | feuilles de match du Final4           | feuilles de match du Final4           |
| 3ème place                                                  | RK Vardar                             | 27.05.2018                            | 29 - 28                               | feuilles de match du Final4           | feuilles de match du Final4           | feuilles de match du Final4           |
| Le PSG Handball est éliminé en demi-finale et termine 3e.   |                                       |                                       |                                       |                                       |                                       |                                       |

| Légende : | Victoire |  |  | Nul |  |  | Défaite |  |  | (D) : match à domicile |  | (E) : match à l'extérieur |